# Nechválova Polianka
Nechválova Polianka, russinisch Нехваль Полянкы/Nechwal Poljanky (1927–1946 slowakisch Nechválova Poľanka – bis 1927 „Nechvál Poľanka“; ungarisch Szinnamező – bis 1907 Nechválpolyánka, älter auch Nehvál[y]polyánka) ist eine Gemeinde im Osten der Slowakei mit 104 Einwohnern (Stand: 31. Dezember 2024), die zum Okres Humenné, einem Kreis des Prešovský kraj, gehört. Sie ist Teil der traditionellen Landschaft Zemplín.

## Geographie
Die Gemeinde befindet sich in den Niederen Beskiden im Bergland Laborecká vrchovina, am Bach Nechválka, einem linksseitigen Zufluss von Udava im Einzugsgebiet des Laborec. Das Ortszentrum liegt auf einer Höhe von 323 m n.m. und ist 13 Kilometer von Snina sowie 24 Kilometer von Humenné entfernt.
Nachbargemeinden sind Papín im Nordwesten und Norden, Hostovice im Nordosten, Čukalovce und kurz Pčoliné im Osten, Pichne im Südosten und Zubné im Süden, Südwesten und Westen.

## Geschichte
Nechválova Polianka wurde zum ersten Mal 1547 als Polyanka schriftlich erwähnt, weitere historische Bezeichnungen sind unter anderen Polyanka alias Nechwal (1568), Negval Polanka (1773) und Nechwál Polánka (1808). Das Dorf war Teil des Drugeth'schen Herrschaftsgebiets von Humenné, im 18. und 19. Jahrhundert war es Besitz der Familie Klobusiczky. Gegen Mitte des 16. Jahrhunderts war keine Steuer fällig, 1715 gab es eine Mühle, 28 verlassene und 15 bewohnte Haushalte. 1787 hatte die Ortschaft 67 Häuser und 559 Einwohner, 1828 zählte man 86 Häuser und 633 Einwohner, die als Korbmacher, Köhler, Waldarbeiter und Weber tätig waren.
Bis 1918 gehörte der im Komitat Semplin liegende Ort zum Königreich Ungarn und kam danach zur Tschechoslowakei beziehungsweise heute Slowakei. Auch in der Zeit der ersten tschechoslowakischen Republik verblieben die Einwohner weitgehend bei traditionellen Einnahmequellen. Während des Zweiten Weltkriegs agierten Partisanengruppen in der Gegend. Nach dem Zweiten Weltkrieg pendelte ein Teil der Einwohner zur Arbeit nach Humenné, Snina, Košice und Ostrava, während andere als Waldarbeiter und privat organisierte Landwirte arbeiteten.

## Bevölkerung
| Jahr                | 1994 | 2004     | 2014     | 2024     |
| ------------------- | ---- | -------- | -------- | -------- |
| Anzahl der Personen | 165  | 127      | 83       | 104      |
| Unterschied         |      | −23,03 % | −34,64 % | +25,30 % |

| Jahr                | 2023 | 2024    |
| ------------------- | ---- | ------- |
| Anzahl der Personen | 107  | 104     |
| Unterschied         |      | −2,80 % |

Nach der Volkszählung 2011 wohnten in Nechválova Polianka 105 Einwohner, davon 56 Russinen, 45 Slowaken und drei Ukrainer. Ein Einwohner machte keine Angabe zur Ethnie.
58 Einwohner bekannten sich zur griechisch-katholischen Kirche, 34 Einwohner zur orthodoxen Kirche, acht Einwohner zur römisch-katholischen Kirche und vier Einwohner zur apostolischen Kirche. Bei einem Einwohner wurde die Konfession nicht ermittelt.

## Bauwerke und Denkmäler
- griechisch-katholische Kirche Erzengel-Michael-Kirche im barock-klassizistischen Stil aus dem Jahr 1788, 1863 erneuert[6]
- orthodoxe Kirche Himmelfahrt des Herrn aus dem Jahr 1993

## Verkehr
Nach Nechválova Polianka führt nur die Cesta III. triedy 3850 („Straße 3. Ordnung“) von einer Kreuzung mit der Cesta III. triedy 3889 zwischen Zubné und Pichne heraus. Der nächste Bahnanschluss ist in Snina an der Bahnstrecke Humenné–Stakčín.